# Kongsberg Satellite Services
Die Kongsberg Satellite Services AS (KSAT) ist ein norwegisches Satelliten-Telekommunikationsunternehmen.
KSAT betreibt polnahe Bodenstationen mit nachführbaren Richtfunkantennen für Datenübertragungen von und zu Satelliten in polaren Umlaufbahnen. Der formaler Sitz von KSAT ist Tromsø. Eigentümer sind zu gleichen Teilen der Rüstungskonzern Kongsberggruppe und das staatliche Norwegische Raumfahrtzentrum, das dem norwegischen Wirtschaftsministerium untersteht.
Auftraggeber ist unter anderem die Europäische Weltraumorganisation.

## Stationen
Im Jahr 2014 betrieb das Unternehmen acht Bodenstationen:
- bei Longyearbyen auf Spitzbergen („SvalSat“, 78°N, seit 1996, 31 Antennen)
- Tromsø, Norwegen (69°N, seit 1967, 30 Antennen)
- Grimstad, Norwegen (1 Antenne)
- Hartebeesthoek, Südafrika (in Partnerschaft mit CSIR/SAC Satellite Application Centre, 26°S, 28°O)
- Dubai (in Partnerschaft mit Emirates Institution of Advanced Science and Technology, EIAST)
- Singapur
- Mauritius
- auf dem von Norwegen beanspruchten Teil der Antarktis, dem Königin-Maud-Land („TrollSat“, 72°S, 2°E, seit 2007)

Mitte 2019 waren es 18 selbst betriebene und 3 Partnerstationen.

### Troll Satelliten Station
Die Troll-Satelliten-Station (Troll satellittstasjon), umgangssprachlich TrollSat wurde von Kongsberg auf Troll in Queen Maud Land, dem von Norwegen beanspruchten Gebiet der Antarktis gebaut. Die Station war 2007 einsatzbereit und wird zusammen mit dem Norwegian Space Center betrieben. Die Radome stehen abgesetzt von der Station. Die Station auf Troll selbst wird vom Norwegian Polar Institute betrieben und besteht seit 1990.
Die Station ist für die Kommunikation mit dem erdnahen Orbit ausgelegt: Eine 7,3-Meter-Antenne ist für die S und X Band Kommunikation ausgelegt; ein 4,8-Meter-Spiegel und ein 7,6-Meter-Spiegel schaffen die Voraussetzungen für den C-band Uplink. KSAT steuert die Anlage von Tromsø aus. Satelliten und Stationen wie Radarsat, die GeoEye/WorldView Satelliten, Galileo, CHEOPS und andere nutzen TrollSat. Die Kapazitäten werden meist mit der Svalbard Satellite Station (SvalSat) in Longyearbyen genutzt, was den Downlink an zwei nördlichen Positionen möglich macht.